# Smallholders Foundation
Smallholders Foundation — нигерийская общественная организация, основанная в январе 2003 года, базируется в городе Оверри (штат Имо). Через свои популярные образовательные радиопередачи и практические семинары фонд способствует устойчивому развитию мелких фермеров и охране окружающей среды в отдалённых районах страны. Smallholders Foundation борется с бедностью и голодом среди фермеров, малярией и СПИДом, преодолевает ограниченный доступ крестьян к современных знаниям, микрокредитам, свободным землям, доходным рынкам, воде для полива, племенному скоту, удобрениям и семенам. Фонд учит фермеров современным методам управления продажами и ведения хозяйства, рассказывает им о лучших ценах, технологиях и доходных культурах.
Партнёрами Smallholders Foundation являются Всемирный банк, ЮНЕСКО, Программа ООН по населённым пунктам, Программа развития ООН, Фонд Мулаго, Peery Foundation, Фонд Билла и Мелинды Гейтс, Фонд Ашока, RSF Social Finance, The Clinton Foundation, Freshwater Action Network, International Youth Foundation и другие организации. 

## Деятельность
Программа фонда Smallholders Microcredit выдаёт кооперативам мелких фермеров кредиты сроком от одного до 18 месяцев. Преимущество отдаётся женщинам как основным бенефициариям микрокредитов. Прежде чем получить ссуду фонд отбирает получателей под гарантии партнёрских организаций и кооперативов. В течение семи дней кандидаты проходят обучение, чтобы их знания и навыки помогли правильно использовать кредит (фермеров обучают основам маркетинга, бухгалтерского и банковского дела, лучшим способам возделывать почву, выращивать зерновые и домашний скот).
После выплаты кредита фермеры продолжают получать поддержку от Smallholders Foundation (финансовые услуги и консультации, защита от вредителей урожая, лечение скота, управление водными ресурсами, поставки недорогих систем орошения и оборудования для компостирования органических отходов, диверсификации инвестиций в другие области).
Программа Smallholders Seeds занимается распределением семян улучшенных сортов по оптовым ценам, а также обучает фермеров лучшим способам хранения и использования семян.   